# Alt Garge
Alt Garge (niederdeutsch Old Garg) ist ein Ortsteil der Stadt Bleckede im niedersächsischen Landkreis Lüneburg.

## Geographie
Alt Garge liegt sechs Kilometer südöstlich von Bleckede und westlich der Elbe.

## Geschichte
In der ersten Hälfte des zwanzigsten Jahrhunderts siedelten sich in der damals eigenständigen Gemeinde zahlreiche kleinere Industriebetriebe an, so dass der Ort teilweise eher einem Industriegebiet mit angeschlossener Wohnsiedlung glich. Auch heute erinnert die deutlich von den anderen Ortsteilen abweichende Architektur mit Mehrfamilienhäusern entlang der Elbuferstraße (dort Hauptstraße) an diese Zeit, Industriebetriebe sind aber keine mehr erhalten.
Bei der Volkszählung vom 13. September 1950 ergab sich, dass im Ort 625 Einwohner in 189 Haushalten lebten. Am 1. März 1974 wurde Alt Garge in die Stadt Bleckede eingegliedert.

## Kohlekraftwerk Alt-Garge
Die Hamburgischen Electricitäts-Werke (HEW) begannen während des Zweiten Weltkriegs mit der Errichtung eines Kohlekraftwerkes in Alt-Garge, unmittelbar an der Elbe. Der erste Kraftwerksblock ging 1946 mit 70 Megawatt ans Netz.
1974 wurde das Kraftwerk stillgelegt. 1987/88 wurden die Anlagen des Kraftwerkes abgebaut. Reste der Anlagen sind noch weiterhin sichtbar.
In den 1970er Jahren wurde überlegt, ein Kernkraftwerk in Alt Garge zu bauen.

## KZ-Außenstelle Alt Garge
Zur Durchführung der Bauarbeiten des Kohlekraftwerkes Alt-Garge errichteten die nationalsozialistischen Machthaber 1944 einen neuen Lagerkomplex, der als Außenlager Alt Garge des KZ Neuengamme betrieben wurde. Die Häftlinge wurden aus dem KZ Neuengamme und KZ Sachsenhausen zugeführt. In der Nähe des damaligen Lagers KZ-Außenkommando Alt-Garge erinnert eine Gedenkstätte an das Schicksal der Häftlinge.

## Erlöserkirche
Die Erlöserkirche wurde nach einem Entwurf des Lüneburger Architekten Hans Rack auf einem Hügel am nordwestlichen Ortsrand von Alt Garge errichtet und am 2. Dezember 1957 vom Landesbischof Hanns Lilje eingeweiht. Sie ist bekannt für den Verkündigungsaltar, der 1955 bis 1957 vom Künstler Otto Flath geschaffen wurde.